# ابنراد
ابنراد (به آلمانی: Abbenrode) در آلمان است که در Nordharz واقع شده‌است.